# Miči Kawai
Miči Kawai (japonsky 河井道 Kawai Miči; 29. července 1877 Ise – 11. února 1953 Tokio) byla japonská učitelka, křesťanská aktivistka a zastánkyně japonsko-západních vztahů před, během a po 2. světové válce. Byla první národní tajemnicí japonské pobočky YWCA a zakladatelkou Univerzity Keisen.

## Životopis
Narodila se 29. července 1877 v Ise (dříve nazývaném Udžijamada) v prefektuře Mie na ostrově Honšú, šintó knězi Norijasuovi Kawai a Kikui Šimosato, dceři vesnického mistra Makkida. Během jejího dětství otec ztratil práci a rozhodl se přestěhovat rodinu do Hakodate na ostrově Hokkaidó, kam k přestěhování vyzývala vláda. Zde v roce 1887 začala docházet do nově založené internátní školy v Sapporo, kterou provozovala presbytariánská misionářka Sarah C. Smith. Zde se Kawai začala učit japonské kompozici, psaní aritmetice a angličtině. Dalšími předměty byly botanika, japonská literatura, zoologie, čínští klasikové a později byly přidány ještě algebra a geometrie. Některé předměty vyučoval profesor ze Sapporské zemědělské univerzity (pozdější Univerzita Hokkaidó), Nitobe Inazó. V roce 1895, krátce před jejími osmnáctými narozeninami, rok pomáhala se založením jiné školy pro dívky v severní části Hokkaidó, což byla zkušenost, kterou uplatnila v pozdějším životě.

### Studium ve Spojených státech
Po svém návratu do školy ji Nitobe Inazó povzbudil, aby odjela studovat do Spojených států. Nějaký čas strávila v Tokiu, kde studovala u Umeko Cudy. Byla oceněna stipendiem od americké nadace, kterou Umeko založila ve Filadelfii. Kawai se přestěhovala do Spojených států, když jí bylo 21 let a zapsala se do americké přípravné školy. V roce 1900 nastoupila na univerzitu Bryn Mawr v Pensylvánii, kde promovala v roce 1904.
Během pobytu ve Spojených státech se zapojila do činnosti Křesťanského sdružení mladých žen (YWCA), které usilovalo o zlepšení života žen prostřednictvím podpory sociálních a ekonomických změn. V létě 1902 se zúčastnila konference YWCA ve státě New York, kde se seznámila s Kanaďankou Annie Caroline Macdonald, kterou světový výbor YWCA později vyslal do Japonska, aby pomohla založit japonskou národní asociaci YWCA.

### Návrat do Japonska

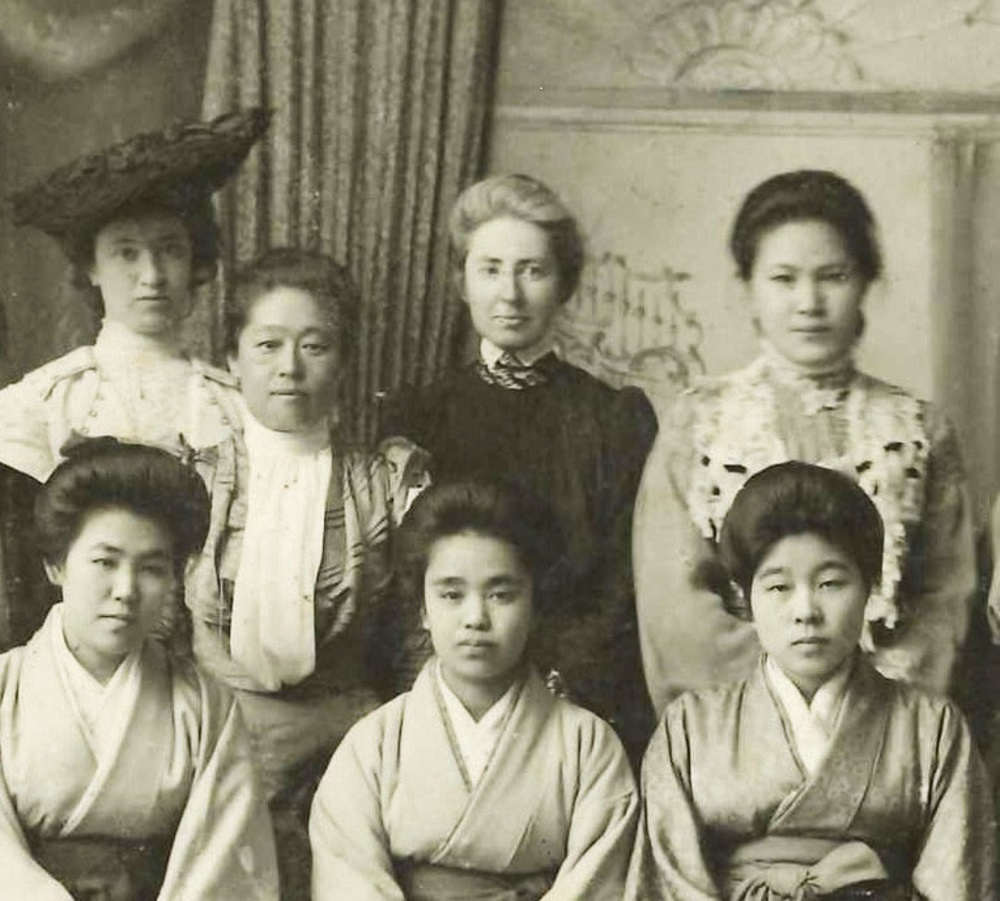
Zahájení studia na Džoši eigaku džuku (1905). Druhá zleva Umeko Cuda, třetí Anna Cope Hartshorne, čtvrtá Miči Kawai.

Po promoci se vrátila do Japonska učit na dívčí škole Umeko Cudy Džoši eigaku džuku (Ženský institut anglických studií), ze které se později stala Univerzita Cuda. Zde učila angličtinu, překladatelství a dějepis. Byla také jednou ze zakládajících členek japonské YWCA, spolu s Caroline Macdonald, která přijela do Japonska v roce 1905. V roce 1912 se Miči Kawai stala první národní tajemnicí japonské YWCA. Tuto funkci zastávala až do roku 1926.
V roce 1916 se rozhodla věnovat svou plnou pozornost YWCA, čímž se vzdala pozice učitelky. Pracovala na rozšíření národní asociace a vytvoření městských poboček YWCA napříč Japonskem, a zároveň cestovala do zahraničí na světová setkání YWCA, kde často promlouvala jako zástupkyně japonského sdružení. Po velkém zemětřesení v Kantó v roce 1923, pracovala také jako předsedkyně Federace tokijských ženských společností, která se významně podílela na organizaci pomoci po zemětřesení.

### Založení Univerzity Keisen
V roce 1929 založila křesťanskou školu pro mladé ženy v Tokiu. Pojmenovala ji Keisen Džógakuen. Nejdříve sídlila v nájemním domě v Tokiu a v prvním roce do ní nastoupilo devět dívek, ale brzy přerostla kapacitu svých prostor. V roce 1931 škola měla své vlastní pozemky, navštěvovalo ji 60 studentek a nepřestávala růst. V prvním roce škola vyučovala japonštinu, matematiku, dějepis, zeměpis, vědu, angličtinu, japonské šití, zpěv a hry, kreslení, Bibli a morálku, mezinárodní studia a zahradničení. Ze školy vzešla moderní Univerzita Keisen, která byla založena v Tama v Tokiu v roce 1988.

### Pokračování v kulturní osvětě
Současně pokračovala ve své práci jako japonská křesťanka. V roce 1934 vydala knihu Japanese Women Speak: A Message from the Christian Women of Japan to the Christian Women of America (v překladu: Japonské ženy mluví: Zpráva od japonských křesťanek americkým křesťankám), kterou si vyžádala křesťanská organizace United Study of Foreign Missions (Spojené studium zahraničních misií). Téhož roku odcestovala do Spojených států na sponzorované přednáškové turné na podporu japonsko-amerických vztahů.
V roce 1941 se zúčastnila setkání zahraničních misijních rad Severní Ameriky a Kanady, reprezentuje japonské křesťanky. V Kalifornii byla oceněna čestným titulem doktorky humanitních věd na Mills College. Ve svém životopise Kawai napsala: „Je to gesto americké dobré vůle vůči Japonsku v této kritické chvíli, řekla mi má duše, proto přijmi tuto poctu ne pro sebe, ale pro svou zemi a přísahej, že v této hodině soužení povstaneš za mír a přátelství.”
Miči Kawai zemřela 11. února 1953 ve věku 75 let v Tokiu.